# Sumber Harum
Sumber Harum is een bestuurslaag in het regentschap Musi Banyuasin van de provincie Zuid-Sumatra, Indonesië. Sumber Harum telt 3778 inwoners (volkstelling 2010).